# 시로카네타카나와역
시로카네타카나와역(일본어: 白金高輪駅, しろかねたかなわえき)은 일본 도쿄도 미나토구에 있는 도쿄 지하철 및 도쿄도 교통국의 역이다.

## 역 구조
섬식 승강장 2면 4선의 지하역. 바깥쪽의 두 선(1,4번 선)을 미타 선, 안쪽의 두 선(2,3번 선)을 난보쿠 선이 사용하며 방향별로 배치되는 형태이다. 두 노선의 메구로 방향에서 온 열차가 같은 승강장(1,2번 선)에, 메구로 방면의 열차도 같은 승강장(3,4번 선)에 발착하는 구조 때문에 같은 방향의 열차 간 환승을 원활히 할 수 있다.
도쿄 메트로와 도영 지하철에서 플랫폼과 개찰구를 공용하고 있다. 이 때문에, 중간 개찰 없이 환승이 가능하다. 이는 이웃역의 시로카네다이 역과 비슷하다.
개찰구와 승강장 사이는 에스컬레이터와 엘리베이터가 설치되어 있다.
자동 매표기는 도쿄 메트로와 도쿄 도영 지하철 2종류의 것이 설치되어 있고, 목적지에 따른 매표기를 이용할 필요가 있다. 다만, 시로카네다이 역, 메구로 역으로의 승차권 구입은 도쿄 메트로나 도영 지하철 어느 것을 이용하여도 차질 없이 이용 가능하다.

### 승강장
| ↑ 아자부주반(난보쿠선) / ↑ 미타(미타선) |
| １２ \| ３４ \|                         |
| 시로카네다이(난보쿠선, 미타선) ↓        |

| 번호 | 노선         | 행선                                                | 비고                                                                          |
| ---- | ------------ | --------------------------------------------------- | ----------------------------------------------------------------------------- |
| 1    | 도영 미타 선 | 미타・스가모・니시타카시마다이라 방면               |                                                                               |
| 2    | 난보쿠선     | 나가타초・고마고메・아카바네이와부치 방면           | 아카바네이와부치 역에서 사이타마 고속철도선으로 직통 (우라와미소노 역행 열차) |
| 3    | 난보쿠선     | 메구로・히요시 ㆍ신요코하마ㆍ 에비나ㆍ쇼난다이 방면 | 메구로 역에서 도큐 메구로 선 신요코하마선 소테츠선 으로 직통                  |
| 4    | 도영 미타 선 | 메구로・히요시 ㆍ신요코하마ㆍ에비나ㆍ쇼난다이 방면  | 메구로 역에서 도큐 메구로 선 신요코하마선 소테츠선 으로 직통                  |

(출처：도쿄 메트로: 역 구내도) ・ (출처：도영 지하철: 역 구내도）
시로카네다이 역 방향에 인상선이 있고, 난보쿠 선과 미타 선의 당역 종착 열차는 일단 입환선으로 들어간 뒤 시발 열차로 1,2번 선에 입선한다. 이 인상선은 도쿄 메트로나 도영 지하철 전용으로 따로 구분하지 않고 두 노선의 열차가 두 개의 선로의 방향을 불문하고 사용한다. 이는 러시아 워에 난보쿠 선보다 미타 선의 열차 편수가 많다는 사실에 기인한다. 또한, 러시아 워일때는 당역 입환선의 용량이 부족한 경우를 대책으로 난보쿠 선에서 아자부주반 회차 열차가, 미타 선에서 오나리몬 회차 열차가 각각 설정되어 있다.
2003년 3월 19일의 다이아 개정에서는 주간 시간대에 메구로 ~ 시로카네타카나와 역간 증발에 의하여 사이타마 고속철도선의 우라와미소노, 미타 선의 니시타카시마다이라 방면에서 열차의 각 절반 이상은 당역 종착하고 하나의 노선에서 당역 종착인 열차의 거의 전부가 타 노선의 메구로 행 열차로 접속하게 되고, 당역에서 시간 조정을 줄였다. 마찬가지로 메구로 방면으로부터 하나의 노선에서 열차는 다른 노선의 시발 열차에 접속했었다. 그러나 2008년 6월 22일의 다이아 개정에 따른 양방향 모두 도쿄 급행 전철 메구로 선 무사시코야마 역에서의 완급 편성이 늘어나면서 당역에서의 운행 열차는 감소하였다.
2003년 11월 1일, 우라와미소노 ~ 다카시마다이라 간 운행된 특별 열차인 "크루즈 트레인"은 승객을 태운 상태로 당역의 인상선에서 진행 방향을 바꾸고 난보쿠 선에서 미타 선상으로 옮겼다.
2005년 9월 17일부터 동년 10월 16일까지 미타 선과 메구로 선 및 난보쿠 선 직통 운전 5주년 기념 기획에 따라 "애니멀 골목길 무렵 ☆ 때 GO!GO!스탬프 랠리"가 개최되었고, 역 구내의 기둥과 벤치 등에 "애니멀 골목길"의 캐릭터가 붙어 있었다.

## 역 주변
- 다카나와 커뮤니티 프라자
- 긴테쓰 호텔 도쿄
- 메이지가쿠인 대학 시로카네 캠퍼스
- 메이지가쿠인 고등학교
- 국도 1호선
- 도카이 대학 다카나와 캠퍼스
- 다카나와 중・고등학교
- 기타자토 대학
- 기타자토 연구소・연구소 병원
- 다카나와 소방서
- 시로카네 에어 시티
- 스위트파워 본사
- 시로카네 1・3초메
- 미나미아자부 2・3초메
- 주일  핀란드 대사관

## 역사
- 2000년 9월 26일: 영업 개시.
- 2003년 여름: 역 내 에어컨 설치.
- 2004년
  - 4월 1일: 도영지하철 민영화에 의해서 난보쿠 선이 도쿄 메트로의 소속이 됨.
  - 11월 1일: 시로카네타카나와 역 자전거 주차장 공용 개시.
- 2005년 11월 30일: 시로카네 에어 시티 개업에 따라 4번 출입구 공용 개시.
- 2015년 3월 12일: 발차 멜로디를 리뉴얼함[3]. 도영 미타 선 발차 시에도 마찬가지임.

## 사진

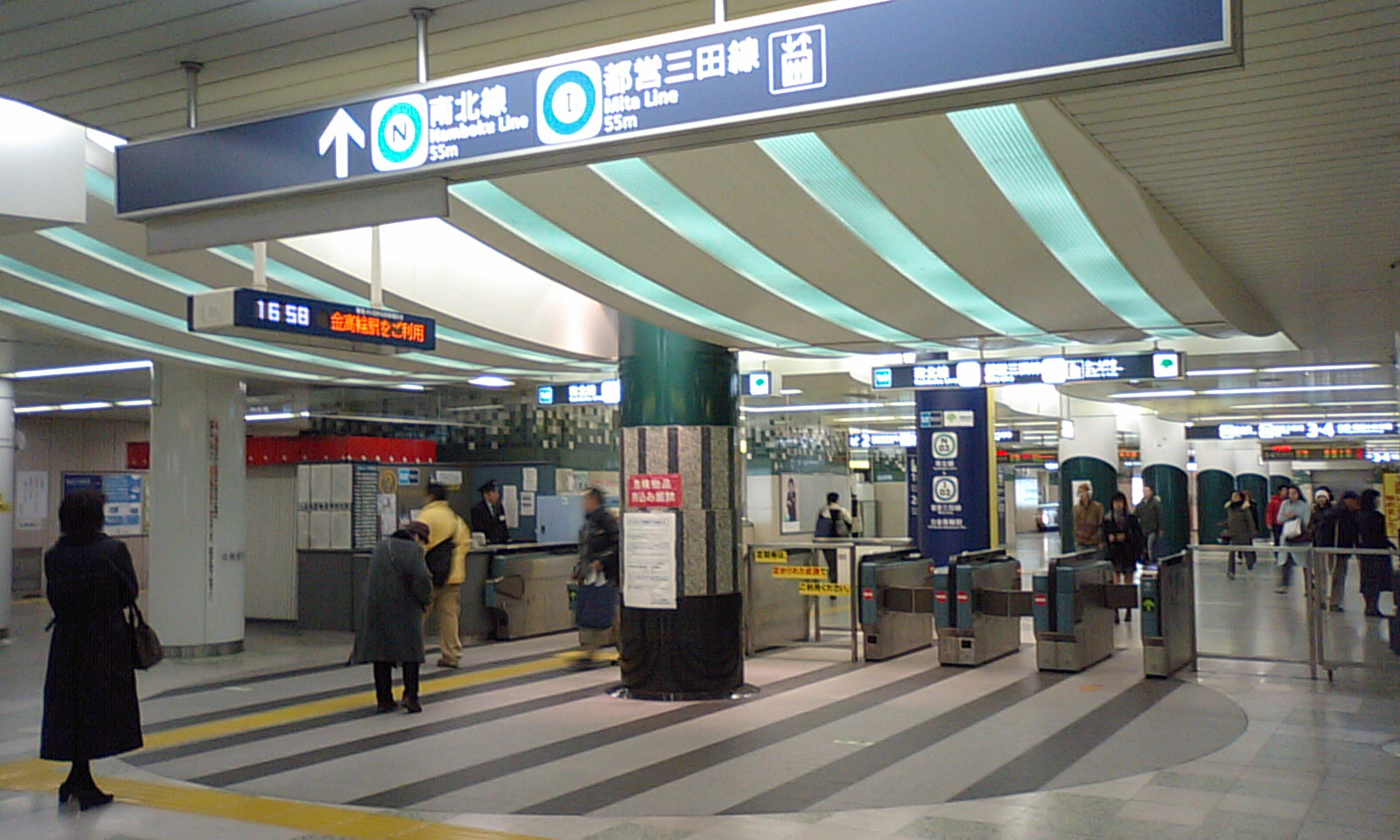
개찰구

## 인접역
| 도쿄 메트로 난보쿠 선         | 도쿄 메트로 난보쿠 선 | 도쿄 메트로 난보쿠 선                 |
| ----------------------------- | --------------------- | ------------------------------------- |
| N 02 시로카네다이 메구로 방면 | 난보쿠 선             | 아자부주반 N 04 아카바네이와부치 방면 |
| 도쿄 도 교통국 미타 선        |                       |                                       |
| I 02 시로카네다이 메구로 방면 | 미타 선               | 미타 I 04 니시타카시마다이라 방면     |

## 같이 보기
- 한대앞역